# Aleksander Ogłoblin

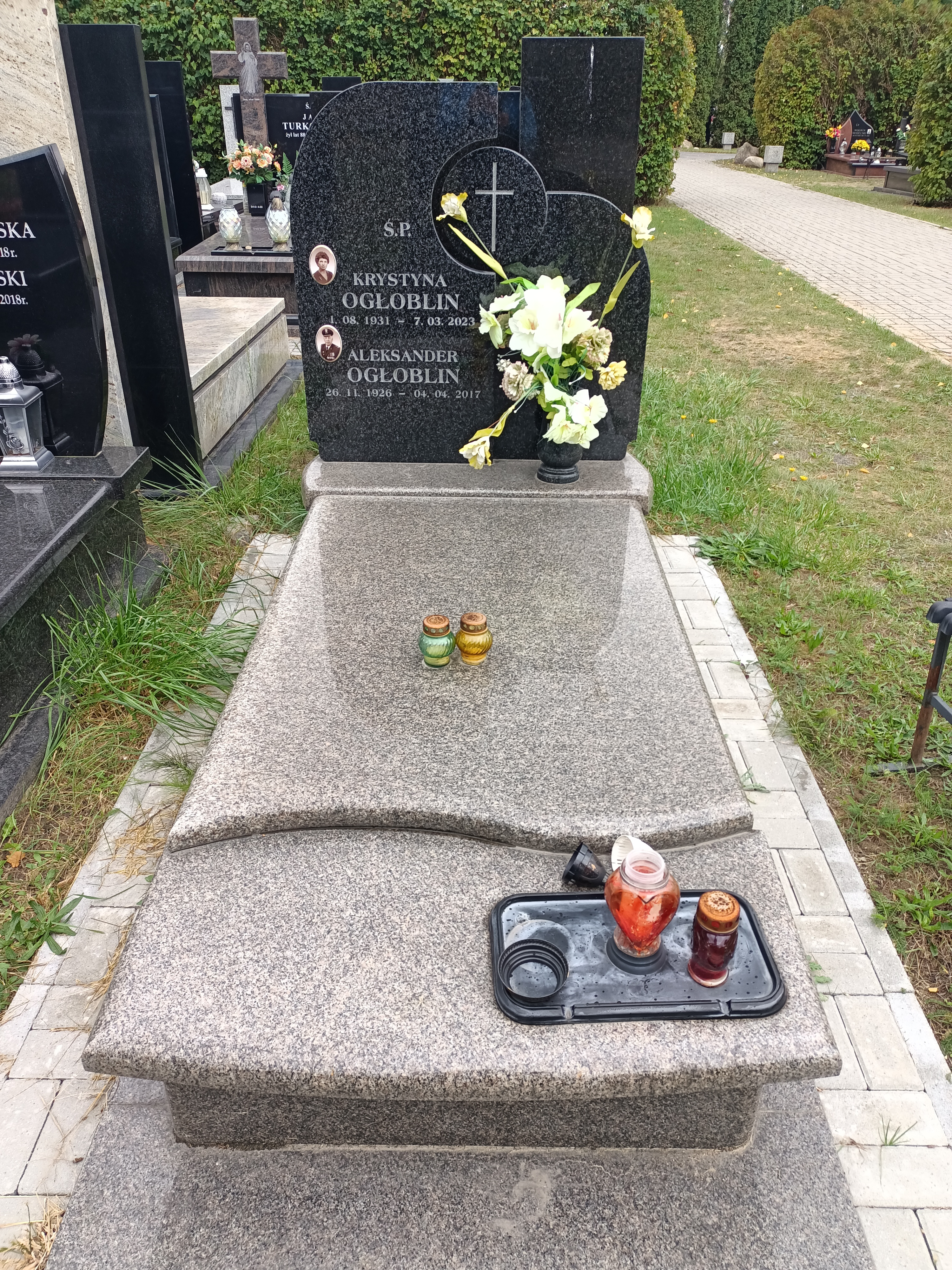
Grób Aleksandra Ogłobina na Cmentarzu komunalnym Północnym.

Aleksander Ogłoblin (ur. 26 listopada 1926 w Przasnyszu zm. 14 kwietnia 2017 w Warszawie) – polski lekkoatleta i działacz sportowy.
Syn Bazylego i Marii z domu Mietke, wieloletnich nauczycieli Gimnazjum i Liceum w Przasnyszu. Zawodnik klubów warszawskich: Ogniwa i CWKS. Mistrz Polski w biegu na 110 m pł (1950). Reprezentant kraju w meczach międzypaństwowych. Rekord życiowy w biegu na 110 m pł – 15,4 (1952). 
Pułkownik LWP i działacz sportowy, m.in. sekretarz generalny Legii Warszawa. Członek Towarzystwa Przyjaciół Ziemi Przasnyskiej.
Został pochowany na cmentarzu Północnym (Wólka Węglowa) w Warszawie (kwatera:D-I-2, rząd: 2, grób: 23).